# Bound and Gagged

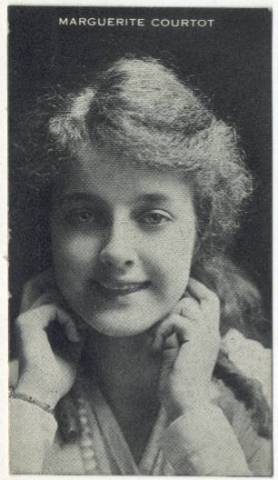
"Card" de Marguerite Courtot, protagonista do seriado "Bound and Gagged".

Bound and Gagged é um seriado estadunidense de 1919, em 10 capítulos, dirigido e produzido por George B. Seitz e distribuído pela Pathé. No gênero aventura, foi estrelado por Marguerite Courtot e o próprio George B. Seitz, e apresenta-se como uma paródia dos melodramáticos seriados cheios de clichês da época.
Foi filmado em Fort Lee, Nova Jérsei, onde muitos dos estúdios de cinema do início do Século XX eram instalados. Veiculou nos cinemas estadunidenses de 26 de outubro a 28 de dezembro de 1919, e atualmente é considerado perdido, pois apenas alguns trechos e capítulos existem na Biblioteca do Congresso.

## Elenco
- Marguerite Courtot … Princesa Istra
- George B. Seitz … Archibald A. Barlow
- Nellie Burt … Margaret Hunter
- Harry Semels … Don Esteban Carnero
- Frank Redman … Roger Kipley
- John Reinhardt … Oscar Ben Glade
- Tom Goodwin … Willard Hunter
- Joe Cuny … Barcelona Ben
- Harry Stone
- Bert Starkey

## Capítulos
1. The Wager
2. Overboard
3. Help! Help!
4. An Unwilling Princess
5. Held For Ransom
6. Out Again, In Again
7. The Fatal Error
8. Arrested
9. A Harmless Princess
10. Hopley Takes The Liberty